# بی‌نشانی
بی‌نشانی (به انگلیسی: No Address) یک فیلم درام آمریکایی به نویسندگی جولیا وردین و جیمز جی. پاپا به کارگردانی جولیا وردین با بازی ویلیام بالدوین، آشانتی، زاندر برکلی، تای پنینگتون، کریستانا لوکن و بورلی دی آنجلو است.
این فیلم در ۲۸ فوریه ۲۰۲۵ به نمایش درآمد.

## داستان
این فیلم گروهی از افراد بی‌خانمان را دنبال می‌کند که در خیابان‌ها برای زنده ماندن در برابر یک باند آزار دهنده، یک جامعه نابخشوده و مقامات محلی مبارزه می‌کنند.

## ساخت
این فیلم در اوایل سال ۲۰۲۳ در ساکرامنتو، کالیفرنیا فیلمبرداری شد. فیلمبرداری در ۲۲ فوریه آغاز شد و در ۲۲ مارس ۲۰۲۳ به پایان رسید.

## بازخوردها
در راتن تومیتوز این فیلم دارای رتبه مثبت ۹۸ درصد تایید از مخاطبان است.